# Gare de Berlin-Schulzendorf
La gare de Berlin-Schulzendorf (en allemand : Bahnhof Berlin-Schulzendorf), dite aussi Schulzendorf bei Tegel, est une gare ferroviaire allemande de la S-Bahn de Berlin. Elle est située à Schulzendorf (de), dans le quartier Heiligensee (arrondissement de Reinickendorf) à Berlin.

## Situation ferroviaire
La gare de Berlin-Schulzendorf est située au point kilométrique (PK) 15,3 de la ligne de Berlin-Schönholz à Kremmen. 

## Histoire
En 1945, la deuxième a été démontée pour en faire don à l'Union soviétique comme indemnité de guerre.

## Service des voyageurs

### Accueil
Cette ligne est située sur un axe nord-ouest/sud-est et est longée par la Ruppiner Chaussee sur son flanc nord-est. L'entrée sud-est de la gare débouche sur la ruelle Bisonweg. La gare se situe à proximité immédiate de l'échangeur 3 de la A111.

### Desserte
Berlin-Schulzendorf est desservie par la ligne 25 du S-Bahn de Berlin qui circule toutes les vingt minutes en journée. 